# Tylecodon

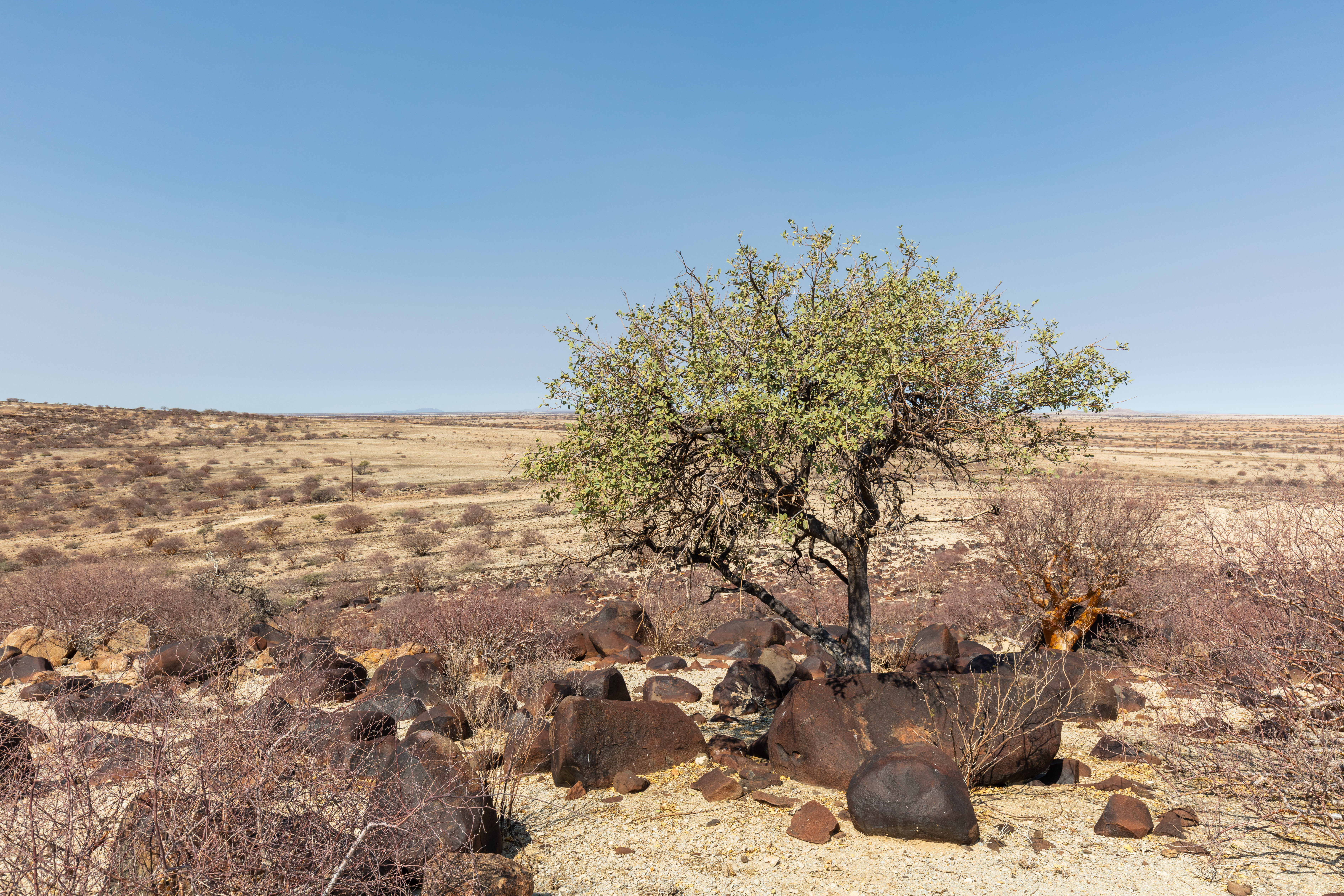
Ejemplar de Tylecodon paniculatus en Spitzkoppe, Namibia.

Tylecodon es un género con 60 especies de plantas de flores de la familia Crassulaceae.

## Especies seleccionadas
- Tylecodon albiflorus Bruyns[1]
- Tylecodon aridimontanus, G. Will.
- Tylecodon atropurpureus Bruyns[1]
- Tylecodon aurusbergensis, G. Will. & Van Jaarsv.
- Tylecodon bayeri E. J. Van Jaarsveld[1]
- Tylecodon buchholzianus (Schuldt & Stephens) Tölken FP 45: 1774.[1]
- Tylecodon cacaliodes (L. f.) Tölken FP 7: 249.[1]
- Tylecodon cacaliodes (L. f.) Tölken x T. paniculatus (L. f.) Tölken[1]
- Tylecodon decipiens Tölken[1]
- Tylecodon ellaphieae E. J. Van Jaarsveld FP 50: 1983.[1]
- Tylecodon faucium (V. Pölln.) Tölken[1]
- Tylecodon fragilis (R. A. Dyer) Tölken FP 41: 1631.[1]
- Tylecodon grandiflorus (Burm. f.) Tölken FP 27: 1046.[1]
- Tylecodon hallii (Tölken) Tölken[1]
- Tylecodon hirtifolius (W. f. Barker) Tölken FP 18: 690.[1]
- Tylecodon kritzingeri E. J. Van Jaarsveld FP 51: 2006.[1]
- Tylecodon leucothrix (C. A. Sm.) Tölken[1]
- Tylecodon occultans (Tölken) Tölken[1]
- Tylecodon paniculatus (L. f.) Tölken FP 29: 1142.[1]
- Tylecodon pearsonii (Schonl.) Tölken[1]
- Tylecodon pusillus Bruyns[1]
- Tylecodon pygmaeus (W. f. Barker) Tölken FP 10: 396.[1]
- Tylecodon racemosus (Harv.) Tölken FP 22: 848.[1]
- Tylecodon reticulatus (L. f.) Tölken[1]
- Tylecodon rubrovenosus (Dinter) Tölken[1]
- Tylecodon schaeferianus (Dinter) Tölken FP 10: 394[1]
- Tylecodon similis (Tölken) Tölken[1]
- Tylecodon singularis (R. A. Dyer) Tölken FP 41: 1606.[1]
- Tylecodon stenocaulis Bruyns[1]
- Tylecodon striatus (P. C. Hutch.) Tölken[1]
- Tylecodon suffultus Bruyns ex Tölken var. suffultus.[1]
- Tylecodon sulphurous (Tölken) Tölken[1]
- Tylecodon tenuis (Tölken) Tölken[1]
- Tylecodon tomosus Tölken[1]
- Tylecodon tuberosus Tölken[1]
- Tylecodon ventricosus (Burm. f.) Tölken[1]
- Tylecodon viridiflorus (Tölken) Tölken FP 48: 1919.[1]
- Tylecodon wallichii (Harv.) Tölken subsp. wallichii[1]